# 菲律賓標準時間
菲律賓標準時間（縮寫：PST)，在非正式場合也被稱作“胡安時間”（Juan Time），指的是菲律賓的官方時間計算方法，只用於UTC+08:00時區。

## 地理
菲律賓位於本初子午線以東的116°40′至126°34′之間，處於UTC+08:00之內。菲律賓標準時間由菲律賓大氣地球物理及天文服務管理局（英語：Philippine Atmospheric, Geophysical and Astronomical Services Administration）管理。

## 歷史
菲律賓標準時間根據政府法案於1983年1月1日正式啟用。菲律賓是少數的幾個在非軍事單位也使用十二小時制的國家。
由於輪流停電頻發，1986年至1998年間菲律賓採用夏时制時間。後來國家電力系統改善，便隨之取消。2006年4月，貿易和工業部（Department of Trade and Industry）以石油價格上漲為由再次提議使用夏令時間。
菲律賓的電視廣播站雖然也使用菲律賓時間，但是總有一些小的誤差。2011年9月科學和技術部（Department of Science and Technology）提議統一全國各地的時間。因此天文服務單位便安裝了銣原子鐘以達成此目的。

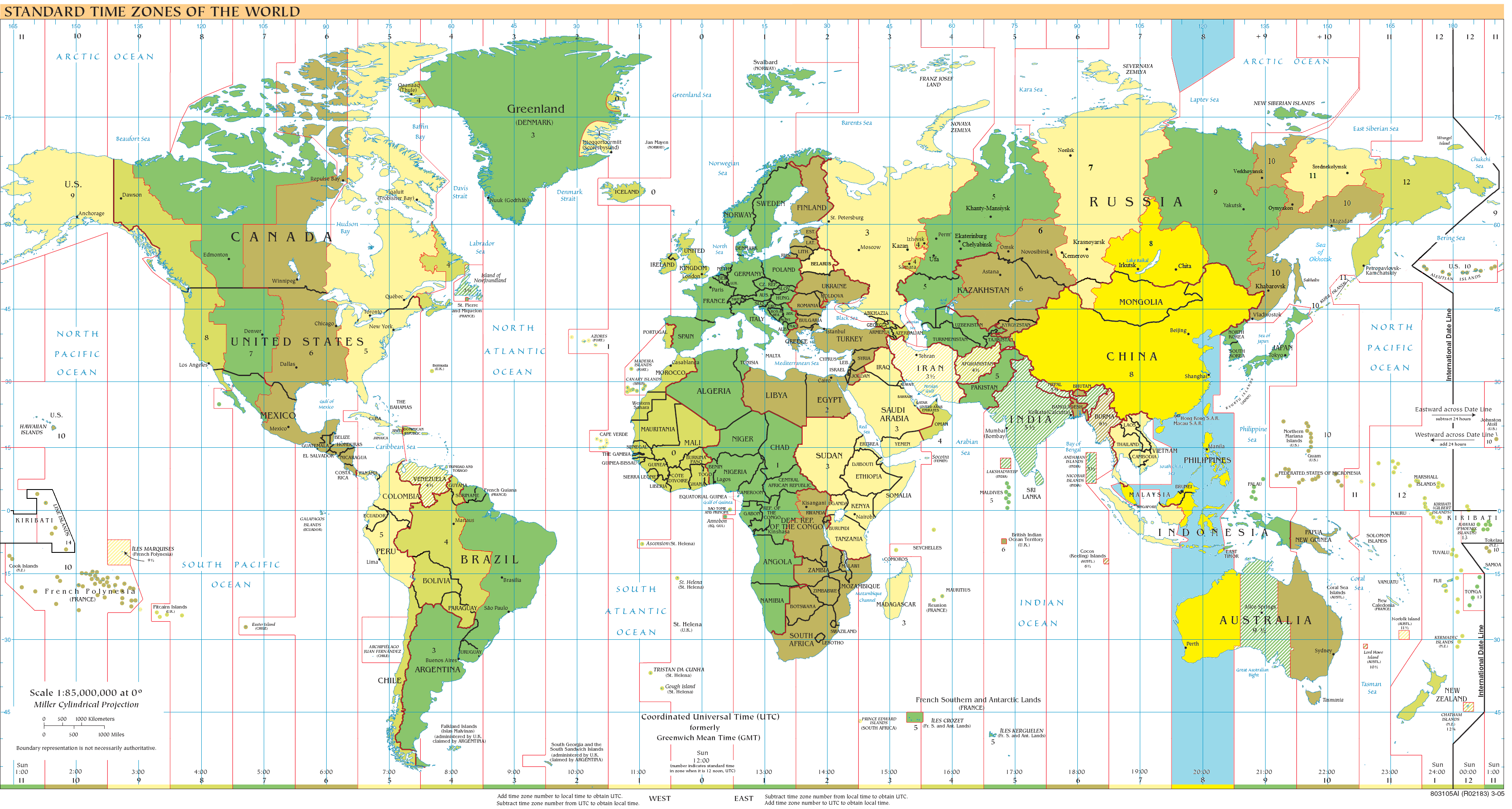
黃色標示的國家使用UTC+08:00

2013年5月15日，菲律賓總統貝尼格諾·阿基諾三世簽署第10535號法案，即2013年菲律賓標準時間法案（Philippine Standard Time Act of 2013）完成了時令改革的最後一步。2013年6月1日所有政府部門和媒體網絡均被要求使用規定的菲律賓標準時間。

## 外部連結
- 菲律賓時間 （页面存档备份，存于）